# Beowulf (film, 1999)
Pour les articles homonymes, voir Beowulf (homonymie).
Pour plus de détails, voir Fiche technique et Distribution.
Beowulf est un film américain réalisé par Graham Baker, sorti en 1999.

## Synopsis
Dans un château, à une époque indéterminée, une bête d'origine inconnue décime les habitants chaque nuit. L'armée a établi une zone de quarantaine autour de la place, afin d'empêcher le Mal de se répandre. Une femme affolée qui réussit à s'échapper est capturée par les soldats, qui s'apprêtent à l'exécuter quand un certain Beowulf arrive et les en empêche. Lorsqu'il décide d'entrer dans le château, celle-ci préfère néanmoins revenir vers les soldats pour mourir rapidement. Beowulf est reçu par le châtelain et offre son aide pour tuer la bête. Beowulf entretient lui-même le mystère sur ses origines : il se soigne mystérieusement plus vite que les autres humains et semble venu pour accomplir une mission.

## Fiche technique
- Titre : Beowulf
- Réalisation :  Graham Baker
- Scénario : Mark Leahy et David Chappe, d'après la légende de Beowulf
- Production : Gregory Cascante, Lawrence Kasanoff (en), Donald Kushner, Frank Hildebrand et Mark Leahy
- Sociétés de production : Capitol Films, Kushner-Locke Company et Threshold Entertainment
- Budget : 3M$
- Musique : Jonathan Sloate et Ben Watkins
- Photographie : Christopher Faloona
- Montage : Roy Watts
- Décors : Jonathan A. Carlson
- Costumes : Sanja Milkovic Hays
- Pays d'origine :  États-Unis
- Format : Couleurs - 1,85:1 - Dolby Digital - 35 mm
- Genre : fantasy, action
- Durée : 95 minutes
- Dates de sortie :
  - Singapour : 1er avril 1999
  - France : 28 avril 1999
  - Belgique : 16 juin 1999

## Distribution
- Christophe Lambert (VF : lui-même) : Beowulf
- Rhona Mitra (VF : Françoise Cadol) : Kyra
- Götz Otto (VF : Emmanuel Curtil) : Roland
- Oliver Cotton (en) (VF : Marc Cassot) : Hrothgar
- Vincent Hammond : Grendel
- Charles Robinson (VF : Benoît Allemane) : le maître d'armes
- Brent Jefferson Lowe (VF : Lucien Jean-Baptiste) : Will
- Roger Sloman : Karl
- Layla Roberts (VF : Déborah Perret) : la mère de Grendel
- Robert Willox : l'officier en chef
- Patricia Velásquez (VF : Véronique Volta) : Pendra
- Marcello Cobzarju : Lookout
- Vlad Jipa : Sentry
- Diana Dumbrava : la femme de Hrothgar
- Dan Alexandru (VF : Bruno Carna) : Lieutenant Eyepatch

## Bande-son
La musique a été composée par le groupe Juno Reactor.
- Jonathan Sloate - Beowulf
- Front 242 - Religion (Bass under siege mix by The Prodigy)
- Pig - No One Gets out of Her Alive, Jump the Gun
- Gravity Kills - Guilty (Juno Reactor remix)
- Juno Reactor - God is God
- Fear Factory - Cyberdyne
- Laughing US - Universe
- KMFDM - Witness
- Lunatic Calm - The Sound
- Junkie XL - Def Beat
- Urban Voodoo - Ego Box
- 2wo - Stutter Kiss
- Spirit Feel - Unfolding Towards the Light
- Mindfeel - Cranium Heads Out
- Frontside - Dammerung
- Praga Khan - Luv u Still
- Anthrax - Giving the Horns
- Monster Magnet - Lord 13

## Autour du film
- L'histoire est basée sur la légende épique saxonne du VIIIe siècle.
- Le tournage a débuté en septembre 1998 et s'est déroulé en Roumanie.
- Christophe Lambert avait tourné en 1995 dans l'adaptation du jeu vidéo Mortal Kombat, déjà produit par Lawrence Kasanoff.
- Rhona Mitra, choisie pour incarner Kyra, était connue comme l'incarnation live de Lara Croft, héroïne du jeu vidéo Tomb Raider, qu'elle avait personnifié en 1997 pour la promotion du second opus.

## Distinctions
- Nomination au prix de la meilleure photographie, meilleure direction artistique (Ben Zeller) et meilleurs effets spéciaux (Alison Savitch et Jerald Doerr), lors des DVD Exclusive Awards en 2001.